# Olivetta San Michele
Olivetta San Michele es una localidad y comune italiana de la provincia de Imperia, región de Liguria, con 254 habitantes.

## Evolución demográfica
| Gráfica de evolución demográfica de Olivetta San Michele entre 1861 y 2001 |
|                                                                            |
| Fuente ISTAT - elaboración gráfica de Wikipedia                            |